# Psaliodes prionogramma
Psaliodes prionogramma är en fjärilsart som beskrevs av Louis Beethoven Prout 1910. Psaliodes prionogramma ingår i släktet Psaliodes och familjen mätare. Inga underarter finns listade i Catalogue of Life.